# Батлер (Илиноис)
Батлер (енгл. Butler) град је у америчкој савезној држави Илиноис.

## Демографија
По попису из 2010. године број становника је 180, што је 17 (-8,6%) становника мање него 2000. године.
| Група             | 2000.       | 2010.       |
| Белци             | 196 (99,5%) | 179 (99,4%) |
| Афроамериканци    | 1 (0,5%)    | 0 (0,0%)    |
| Азијати           | 0 (0,0%)    | 0 (0,0%)    |
| Хиспаноамериканци | 0 (0,0%)    | 0 (0,0%)    |
| Укупно            | 197         | 180         |